# Wissenschaftliches Zentrum der Polnischen Akademie der Wissenschaften
Das Wissenschaftliche Zentrum der Polnischen Akademie der Wissenschaften (polnisch Polska Akademia Nauk – Stacja Naukowa w Wiedniu, englisch Scientific Centre of the Polish Academy of Sciences in Vienna)  ist eine 1986 gegründete Forschungseinrichtung der Polnischen Akademie der Wissenschaften (PAN) mit Sitz in Wien. Das Zentrum ist eine von sechs akademischen Einrichtungen der PAN außerhalb Polens, neben Berlin, Brüssel, Kiew, Paris und Rom.

## Geschichte und Aufgaben
Das Haus Boerhaavegasse 25 war schon 1908 von der Polnischen Volksschulgesellschaft in Wien angekauft worden. In diesem Polnischen Haus wurden Bildungsstätten, eine Bibliothek und ein Lesesaal für die Auslandspolen im habsburgischen Österreich-Ungarn eingerichtet. Betreiber waren der Priester Julian Łukaszkiewicz und Helena Baronin Ziemialkowska. In der Ersten Republik stand das Kuratorium dann unter Leitung des polnischen Botschafters in Wien. 1980 musste das Projekt wegen Geldmangel geschlossen werden, das Vermögen wurde der PAN überschrieben. Diese entschloss sich nach dem Fall des Eisernen Vorhangs, das desolate Haus zu revitalisieren. Mit dem freien Platz wurde auch Räume der Organisationen der Auslandspolen, dem Verband der Polen in Österreich Strzecha und der Arbeitsgemeinschaft Polnischer Organisationen in Österreich „Forum von Polen“ zur Verfügung gestellt. 
Einen besonderen Aufschwung erlebt die Organisation seit dem EU-Beitritt Polens (2004). Sie unterstützt polnische und österreichische Wissenschaft in gegenseitigen Kontakten, propagiert polnische Wissenschaft, veranstaltet Fachtagungen, populärwissenschaftliche Vorträgen, Ausstellungen und Präsentationen, und führt seit 2009 eine bedeutende Osteuropa-Bibliothek. Vom Zentrum werden auch zahlreiche Forschungsprojekte durchgeführt und koordiniert.

## Bibliothek
2009 konnte eine Bibliothek zu Polonika, Slawistik, österreichisch-polnische Beziehungen und Osteuropaforschung eröffnet werden. Grundstock ist ein Nachlass Otto Forst de Battaglias, das von seinem Erben Jakub Forst de Battaglia dem Nationalinstitut Ossolineum in Wrocław geschenkt worden war, um in Wien deponiert zu werden. Diese Sammlung umfasst über 4000 Bände vorrangig zur polnischen Literatur und Polen im Allgemeinen, darunter etliche Bücher und Drucke aus der Frühen Neuzeit, etwa ein Original der Kronika to jest Histhorya świata... von Marcin Bielski von 1597.